# Leichtathletik-Weltmeisterschaften 2023/Teilnehmer (Niger)
| Goldmedaillen | Silbermedaillen | Bronzemedaillen |
| ------------- | --------------- | --------------- |
| —             | —               | —               |

Niger nahm an den Leichtathletik-Weltmeisterschaften 2023 in Budapest mit einem Athleten teil.

## Ergebnisse

### Männer

#### Laufdisziplinen
| Athlet             | Disziplin    | Vorlauf | Vorlauf | Halbfinale | Halbfinale | Finale | Finale |
| Athlet             | Disziplin    | Zeit    | Platz   | Zeit       | Platz      | Zeit   | Platz  |
| ------------------ | ------------ | ------- | ------- | ---------- | ---------- | ------ | ------ |
| Saguirou Badamassi | 110 m Hürden | 13,70 s | 33      | DNQ        | DNQ        | –      | –      |